# یوجین (کشتی‌گیر)
یوجین (انگلیسی: Eugene؛ زادهٔ ۱۷ دسامبر ۱۹۷۵) کشتی‌گیر کشتی حرفه‌ای اهل ایالات متحده آمریکا است.